# Herennia Etruscilla

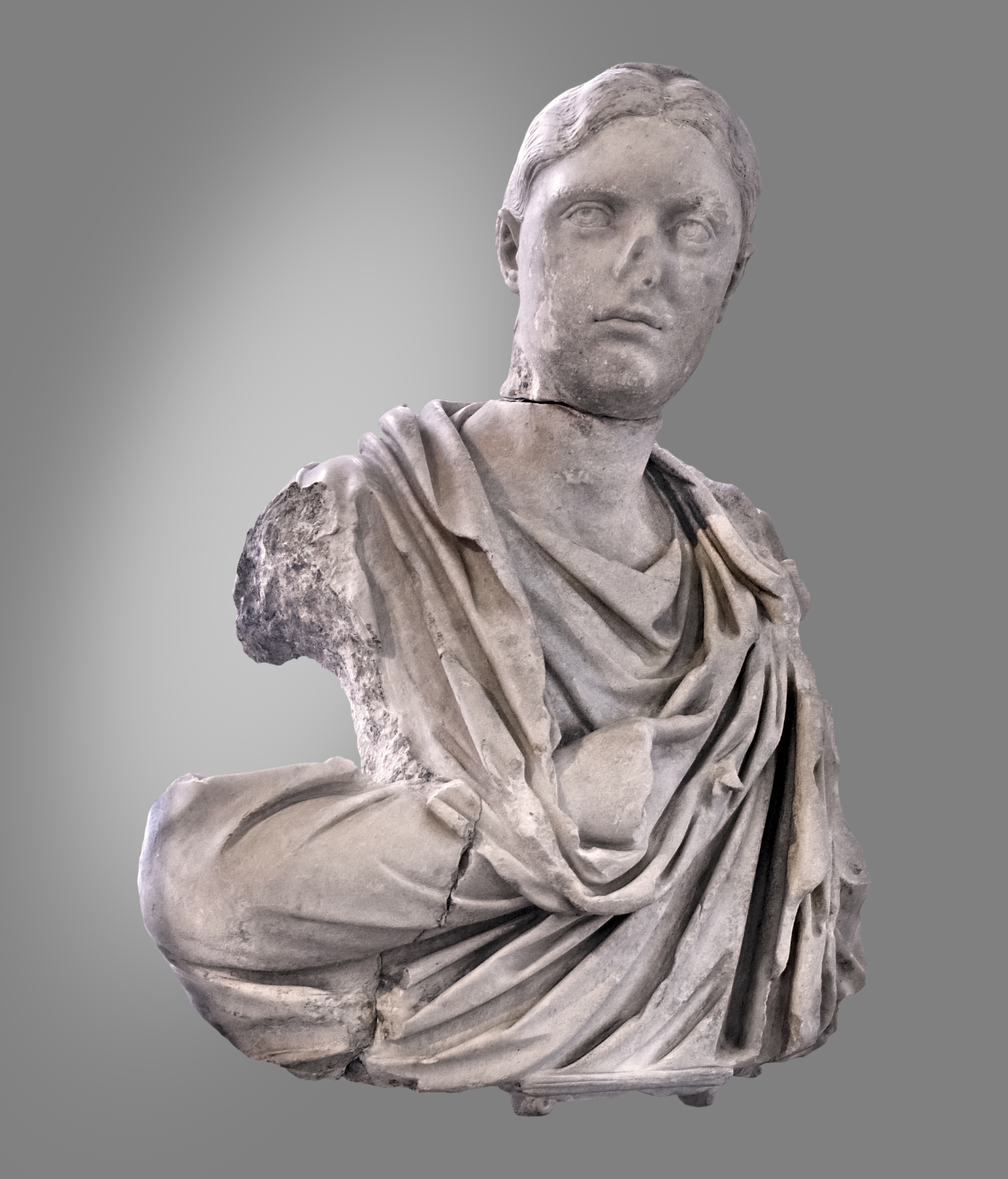
Buste d'Herennia Etruscilla - Musée Saint-Raymond.

Herennia Cypressenia Etruscilla (en français Étruscille) est une impératrice romaine, épouse du sénateur Caius Messius Quintus Traianus Decius, qui prit le pouvoir en 249 sous le nom de Trajan Dèce.

## Biographie
Decius et Herennia Etruscilla ont deux fils, Herennius Etruscus et Hostilien. Il semble qu'Étruscille ait survécu à leurs décès en 251. 
Si les informations la concernant sont rares, les pièces de monnaie à son portrait sont nombreuses et faciles à obtenir. Les légendes sur les pièces de monnaie frappées à Rome ne donnent son nom que « Herennia Etruscilla », mais les tétradrachmes en billons frappés à Alexandrie fournissent l'élément Cupressenia en abréviation : ΕΡ ΚΟΥΠ ΑΙΤΡΟΥCΚΙΛΑ (grec : Her. Koup. Aitrouskila), montrant que son nom complet était Herennia Cup(ressenia) Etruscilla. L'élément Cupressenia est développé à partir du « ΚΟΥΠ » dans les légendes des pièces de monnaie d'Alexandrie, du latin cupresseus « cyprès » et symbole de Junon.